# Minami-ku (Yokohama)
Minami-ku (南区?) es uno de los 18 distritos administrativos que conforman la ciudad de Yokohama, la capital de la prefectura de Kanagawa, Japón. Tenía una población estimada de 195 602 habitantes el 1 de septiembre de 2020 y una densidad de población de 15 463 personas por km².

## Geografía
Minami-ku está localizado en la parte oriental de la prefectura de Kanagawa, y al sur del centro geográfico de la ciudad de Yokohama. Gumyō-ji, ubicado en la parte sur del barrio, es el templo budista más antiguo de Yokohama. Limita con los barrios de Hodogaya-ku, Nishi-ku, Isogo-ku, Naka-ku, Totsuka-ku y Kōnan-ku.

## Demografía
Según los datos del censo japonés, la población de Minami-ku ha aumentado ligeramente en los últimos 40 años.
| 192,020                                    | 191,578 | 194,617 | 192,518 | 195,242 | 196,822 | 196,153 | 194,827 | 195,225 | 195,677 |
| (Fuente: Oficina de Estadísticas de Japón) |         |         |         |         |         |         |         |         |         |